# Кесслер, Эдуард Фёдорович
Эдуард Фёдорович Кесслер (Кесселер) (1812—1878) — русский генерал-лейтенант, выдающийся военный инженер, участник покорения Кавказа, брат Карла Фёдоровича Кесслера.

## Биография
Родился 15 марта 1812 года. Кончил курс Кондукторских классов при Главном инженерном училище, из которого в 1830 году был выпущен прапорщиком. В 1832 году окончил Офицерские классы. Военный инженер. Выпущен подпоручиком в распоряжение начальника инженеров Гвардейского корпуса.
В 1835—1838 годах Кесслер изучал инженерное дело в Пруссии и Голландии. В 1842 году в чине штабс-капитана Кесслер был переведён в Грузинский инженерный округ и в том же году заложил Куринское укрепление. Весь 1843 год Кесслер провел в походах, участвуя в бою на высотах Гоцатль, в выручке Хунзаха и в осаде Тимитля. В 1844 году он совершил ряд выдающихся подвигов при движении главного отряда в Черкею, причем 11 июня под сильным огнём лично произвёл рекогносцировку на реке Сулак, наскоро восстановил переход по разрушенному мосту, быстро перешёл с батальоном на другой берег, который занял и за ночь исправил мост, за что был награждён орденом св. Георгия 4-й степени. В 1845 году он участвовал в Даргинской экспедиции.
В 1846 году Кесслер совершил исключительный подвиг: невзирая на неудачные попытки предшественников устроить постоянный мост через широкую и быструю реку Сулак, он изучил свойства этой горной речки и добился того, что ему удалось устроить первый на Кавказе плашкоутный мост. В 1847 году Кесслер, руководя осадными работами под Гергебилем и Салтами, особенно отличился не только как искусный инженер, но и как боевой распорядительный офицер. Будучи произведён за отличие в полковники, он вскоре получил Самурский пехотный полк, которым командовал 7 лет, участвуя во всех походах, причём даже раненый (при осаде аула Чох пуля раздробила ему нижнюю челюсть) не оставлял полка.
В 1855 году Кесслер был произведён в генерал-майоры, а в 1857 году назначен начальником инженеров отдельного Кавказского корпуса. В 1859 году ему поручили командование всеми войсками, блокировавшими Гуниб, который был взят благодаря особой распорядительности Кесслера, награждённого 8 сентября 1859 года орденом св. Георгия 3-й степени № 506:
При занятии 25 августа аула Гуниба командовал войсками, блокировавшими аул, бывший последним убежищем Шамиля. Благоразумными распоряжениями аул Гуниб был взят блистательно нашими войсками со всеми защитниками и находившимися в нем орудиями
В последующие годы Кесслер участвовал в покорении Западного Кавказа, после чего был назначен состоять при войсках кавказской армии в чине генерал-лейтенанта. Жил с семьёй в имении вблизи селения Эски-Орда (ныне Лозовое). Умер 7 декабря 1878 года в Пятигорске. Могила Эдуарда Федоровича Кесслера находится в селе Ферсманово Симферопольский район, Крым, в бывшей усадьбе его дочери Марии Эдуардовны Ферсман (в девичестве Кесслер), ныне объект культурного наследия регионального значения.
Надгробная надпись
Das Monument der irdischen Hulle
Монумент бренным останкам
Dieser baumumplanzte Stein
Этот камень, обросший деревьями
…le Denkmal fester Wille
Памятник твердой воле,
Dir der Tugend uns zu Weihn
Твоей добродетели, посвященной нам.

## Семья
- Сын — Александр Эдуардович Кесслер (1859—1927) — российский и советский метеоролог и химик.
- Дочь — Мария Эдуардовна Ферсман (в девичестве Кесслер) (1855—1908).